# معبد هوکو
معبد هوکو (به ژاپنی: 方広寺 Hōkō-ji) معبدی است در کیوتو که ساخت آن در سال ۱۵۸۶ آغاز شده و در پایان ساخت در سال ۱۶۱۴ بونشو (ناقوس) عظیم آن توسط تویوتومی هیده‌یوری به معبد اهدا شد.

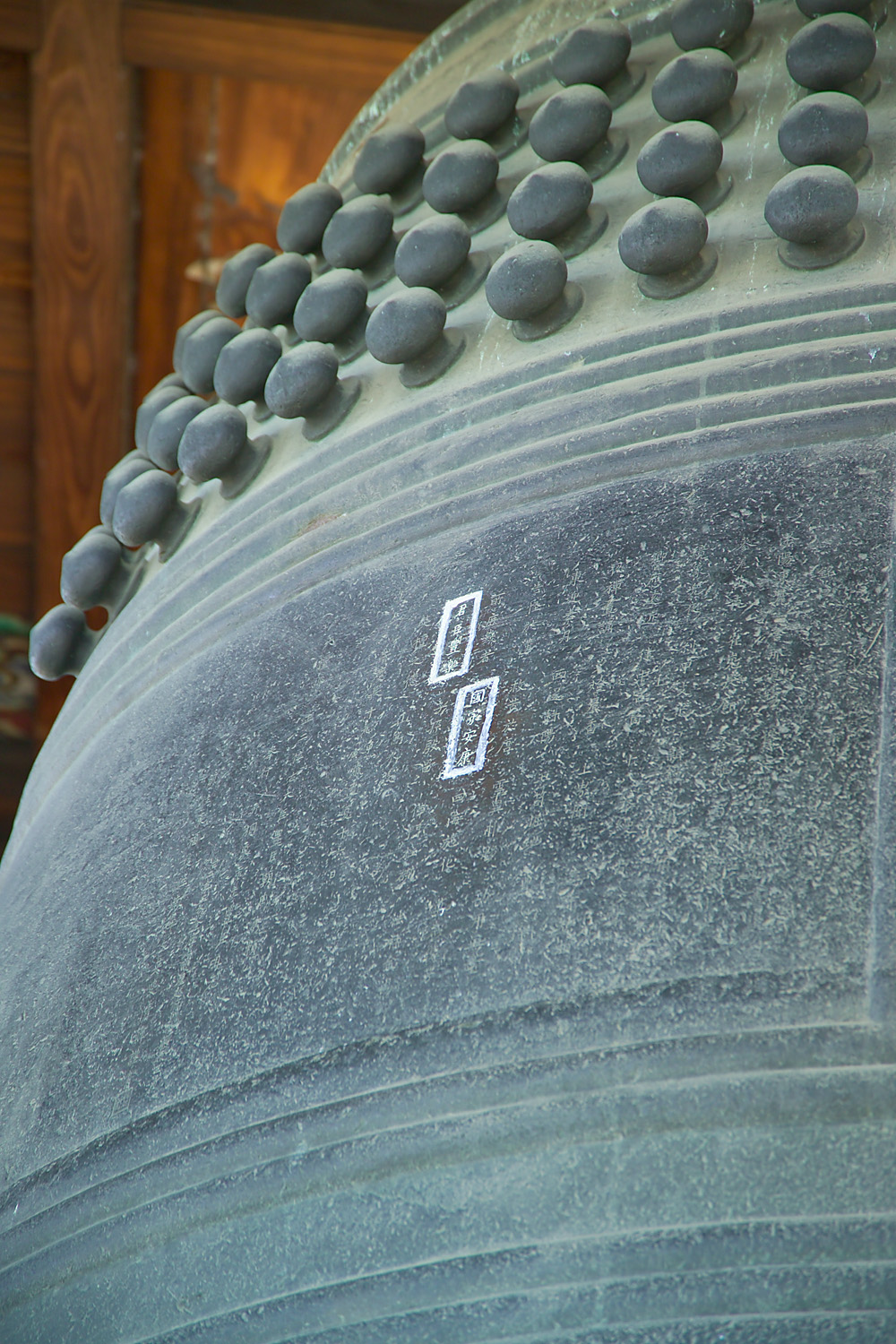
بونشو (ناقوس) معبد هوکو. تقسیر کنده‌کاری‌های این ناقوس دست‌آویزی برای حمله توکوگاوا ایه‌یاسو به تویوتومی هیده‌یوری و آغاز محاصره اوساکا قرار گرفت.

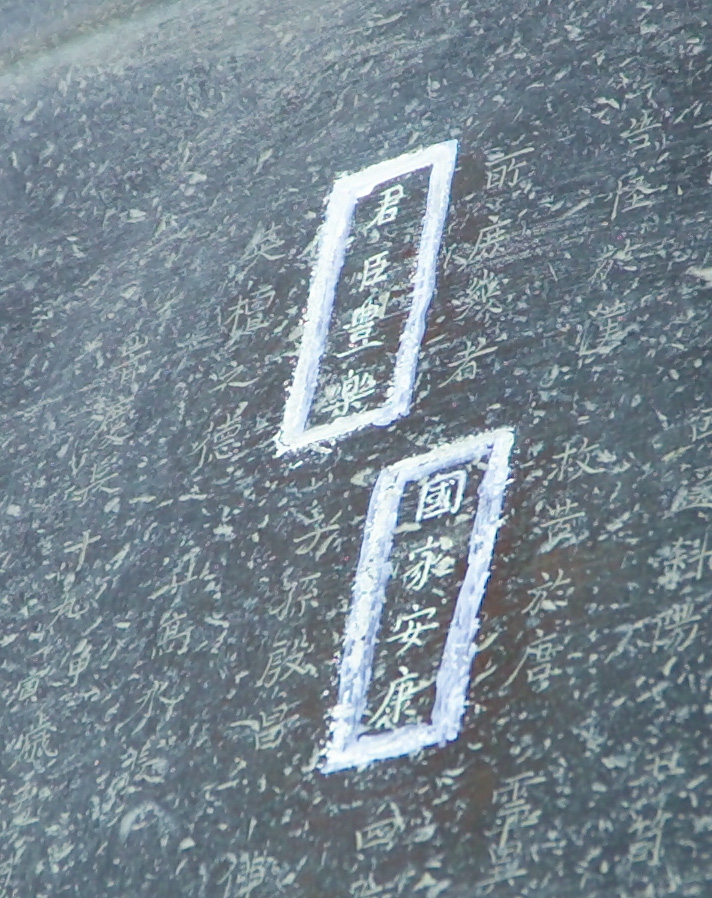
کنده‌کاری‌های روی ناقوس